# Quinta do Outeirinho e do Moledo
A Quinta do Outeirinho e do Moledo é uma propriedade rústica localizada na freguesia de Olival, a cerca de 17,2 Km da foz do Rio Douro, com uma área total de aproximadamente 31,4 hectares. Confronta com o rio em 340 metros.

## Caraterísticas
Trata-se de uma propriedade com grande valor ecológico, que estabelece um contínuo verde entre a Quinta do Casalinho, situada a poente, e a Quinta da Velha, situada a nascente, já na freguesia de Crestuma. Esse valor ecológico faz com que praticamente metade da área da quinta esteja incluída na Estrutura Ecológica Fundamental, estando também algumas destas áreas classificadas como Reserva Ecológica Nacional.